# Vaccinium pseudobullatum
Vaccinium pseudobullatum är en ljungväxtart som beskrevs av Wen Pei Fang och Z.H. Pan. Vaccinium pseudobullatum ingår i Blåbärssläktet, och familjen ljungväxter. Inga underarter finns listade i Catalogue of Life.